# Synagoge (Blomberg)

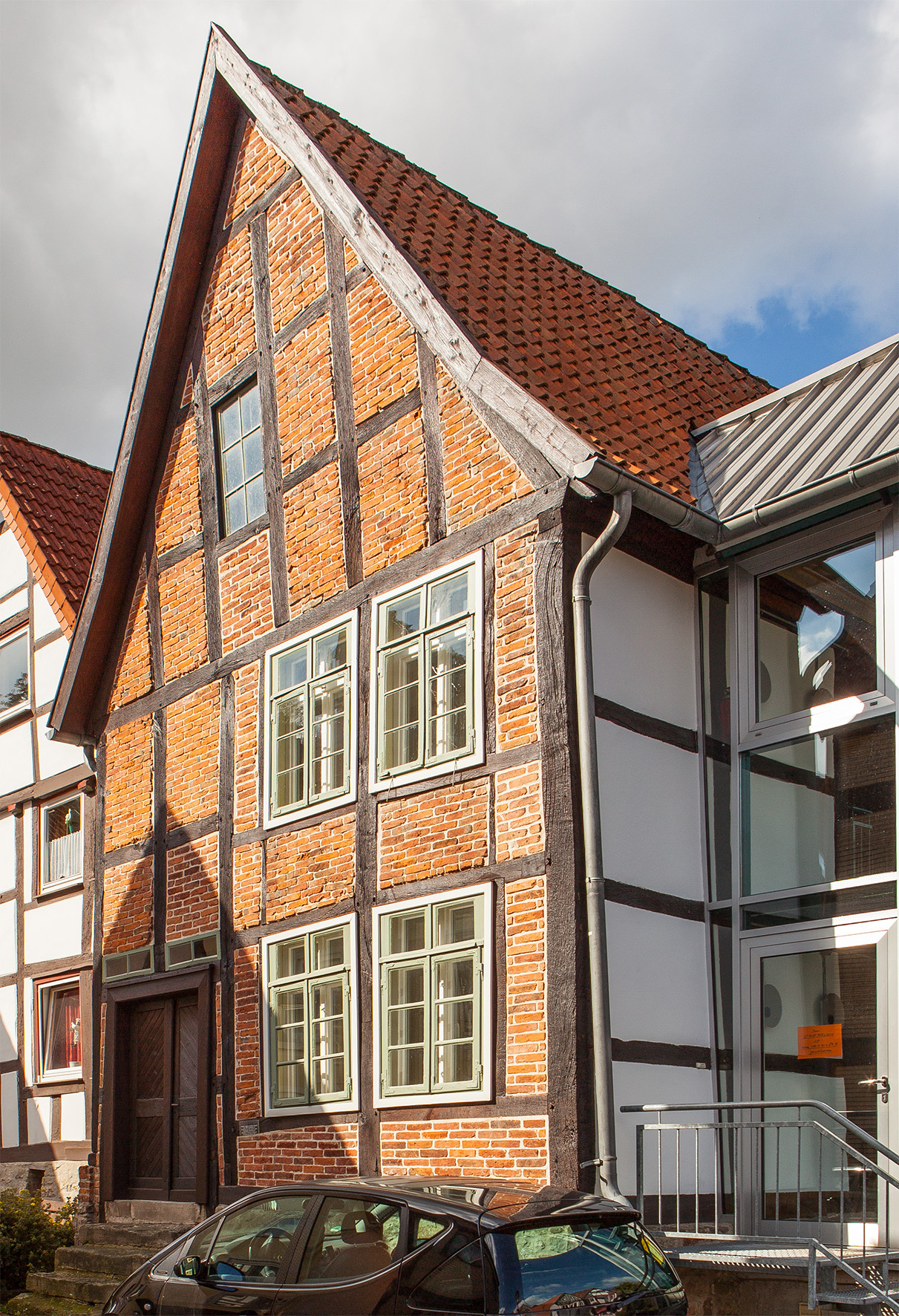
Die ehemalige Synagoge in Blomberg

Die ehemalige Synagoge in Blomberg, einer Stadt in Ostwestfalen-Lippe in Nordrhein-Westfalen, wurde 1808 errichtet und befindet sich Im Siebenbürgen 1a. Das Gebäude steht seit 1983 unter Denkmalschutz.

## Geschichte
Die Synagoge in Blomberg wurde 1808 erbaut und diente seit etwa 1912 nicht mehr für Gottesdienste. Im Jahr 1937 wurde sie von der Jüdischen Gemeinde Blomberg an einen Sattler verkauft, der sie als Werkstatt und Lager nutzte. Durch diesen Verkauf blieb das Gebäude vor Zerstörungen beim Novemberpogrom 1938 verschont. Die Stadt Blomberg kaufte 1992 die ehemalige Synagoge und nach umfangreichen Renovierungsarbeiten befindet sich nun darin das Stadtarchiv Blomberg.

## Architektur
In dem in Fachwerkbauweise errichteten Haus ist noch der Toraschrein an der östlichen Traufwand vorhanden. Die gewölbte Decke des Betsaals wurde wieder restauriert und die Frauenempore erhielt ein neues Geländer. Ein Treppenanbau wurde angefügt, um das Innere des Gebäudes möglichst wenig zu verändern.